# Marian Moraru
Marian Moraru (ur. 30 sierpnia 1991 r.) – rumuński wioślarz.

## Osiągnięcia
- Mistrzostwa Świata Juniorów – Brive-la-Gaillarde 2009 – ósemka – 6. miejsce[1].
- Mistrzostwa Świata U-23 – Brześć 2010 – jedynka – 14. miejsce[1].
- Mistrzostwa Europy – Montemor-o-Velho 2010 – dwójka podwójna – 14. miejsce[1].